# Live in South Africa 2000
Live in South Africa 2000 – siódmy album koncertowy Burning Speara, jamajskiego wykonawcy muzyki reggae.
Płyta została wydana 12 października 2004 roku przez Burning Music, własną wytwórnię Speara. Znalazło się na niej nagranie z koncertu muzyka w Johannesburgu 16 grudnia 2000 roku. W sprzedaży ukazała się ona wraz z bonusowym krążkiem DVD. Produkcją całości zajął się sam wokalista.

## Lista utworów
1. "Old Marcus Garvey"
2. "African Postman"
3. "Calling Rastafari"
4. "Jah No Dead"
5. "Pick Up The Pieces"
6. "Man In The Hills"
7. "We Go Deh"
8. "Jah Is My Driver / Slavery Days"
9. "Identity"
10. "Red, Gold & Green"